# Echinopsis camarguensis
Echinopsis camarguensis är en kaktusväxtart som först beskrevs av Martín Cárdenas Hermosa, och fick sitt nu gällande namn av H. Friedrich och Gordon Douglas Rowley. Echinopsis camarguensis ingår i släktet Echinopsis och familjen kaktusväxter. Inga underarter finns listade i Catalogue of Life.